# Bijipur
Bijipur fou un dels set khand muttas del districte de Vizagapatam a la presidència de Madras. Va ser proscrit per l'agència de Meriah per haver practicat sacrificis humans. El formaven 9 pobles a la taluka de Gunapur, separada de la de Ponkala per una densa jungla.